# Ceatta
Ceatta di Lichfield è un misterioso santo anglosassone vissuto probabilmente nel VII o nell'VIII secolo, venerato dalla Chiesa cattolica, dalla Chiesa ortodossa e dalla Comunione Anglicana, le cui spoglie erano custodite nel monastero di Lichfield. 
L'esistenza di Ceatta è nota ai giorni nostri solo grazie al fatto che nella raccolta di testi medievali dell'XI secolo chiamata On the Resting-Places of the Saints (Secgan be þam Godes sanctum þe on Engla lande ærost reston, in inglese antico), e in particolare alla voce numero 6a dell'elenco Secgan, è riportato che nel monastero di Lichfield sono sepolti i resti di San Chad (o Ceadda) di Mercia, di suo fratello San Cedda (o Cedde) e di San Ceatta.
Nel database chiamato Prosopografia dell'Inghilterra Anglosassone, il nome di San Ceatta è citato come uno dei nomi con cui era conosciuto San Headda di Hereford, noto anche come Ceadda, vescovo della cittadina inglese di Hereford vissuto nell'VIII secolo, ma tale associazione non è del tutto certa. Circa il nome Ceadda si sa che così era conosciuto anche San Chad di Mercia, che visse nel VII secolo nei dintorni di Lichfield, allora appartenenti al Regno di Mercia, il quale ebbe un fratello, anch'esso poi proclamato santo, San Cedd (conosciuto anche come Cedde). 
Ceatta è un antico nome di persona inglese indicante una palude, sebbene sia stato ipotizzato che esso denoti anche un'origine gallese. Tale nome potrebbe anche derivare da un'associazione con Chad ma è possibile che sia anche un semplice duplicato si San Ceadda, ossia San Chad di Mercia.